# Laura Albarellos
Laura Adriana Albarellos González ¨(Buenos Aires, Argentina, 23 de noviembre de 1967; naturalizada mexicana en 2006), es una abogada especialista en bioética y derecho genómico, escritora y catedrática, miembro experto de GEObs UNESCO y de la CONABIO (México), Presidente General de la Sociedad Internacional de Derecho Genómico y Bioética (SIDEGEB), autora de obras de Derecho Genómico, Bioética, Criminalística, Derecho Familiar y Derecho Penal aplicado.

## Biografía
Laura Albarellos es hija de Héctor Osvaldo Albarellos y Alba Emilia González Priez. Nacida en Buenos Aires, el 23 de noviembre de 1967, en su infancia se trasladó a la Patagonia Argentina por las actividades laborales de su padre, donde creció y se desarrolló académicamente.
Realizó sus estudios en la Universidad Nacional de la Patagonia San Juan Bosco, donde obtuvo su título de Abogada. Luego continúo con sus estudios de Posgrado en la Universidad Nacional de Rosario, Argentina.
Durante la carrera de Abogacía, se desarrolló como escritora en la materia jurídica de manera muy temprana, participando en obras colectivas de investigación.
En su faz profesional tomó diversas especializaciones y cursos pero en particular abrieron su vocación en esta nueva rama jurídica los tomados con el afamado genetista argentino Daniel Corach a partir de los cuales, se afilió en una corriente de juristas de elite, dedicados al Derecho genómico, convirtiéndose de esta manera en una de las pioneras latinoamericanas en la materia y en la primera mujer abogada argentina en dedicarse a la materia. Ello le valió el reconocimiento académico de varias instituciones científicas y académicas de Latinoamérica y el Caribe.
Dada su labor, se trasladó a México en 2002. En 2006 se naturaliza mexicana y es nombrada Miembro Experto del Observatorio Global de Ética y Bioética (GEObs) de la UNESCO como representante mexicana y de la CONABIO, México.
Actualmente, además de ejercer esa distinción, ocupa la Presidencia General de SIDEGEB, es conferencista en diversos foros nacionales e internacionales, catedrática de la Universidad de las Américas (UDLA) y catedrática invitada de varias Universidades de sólido prestigio en el Mundo, mismas por las que se encuentra laureada. Además, desarrolla sus actividades profesionales como asesora gubernamental en varios Estados mexicanos y naciones, en materia de legislación y admisibilidad de la prueba genética en la esfera judicial y desarrollo de Bancos de Datos Genéticos Criminales y Poblacionales.
Con fecha 12 de julio de 2011, ha sido galardonada con el Premio Internacional Themis de la Confederación de Abogados Latinoamericanos, A.C. por su trayectoria y excelencia en materia de Bioética y Derecho Genómico.
Con fecha 26 de septiembre de 2011, ha sido galardonada con el Premio "Manuel Velasco Suárez" a la Excelencia en Bioética, presea otorgada por la Organización Panamericana de la Salud (PAHO/OPS) y la Fundación Panamericana de la Salud y la Educación (PAHEF). En 2012 recibió la nominación como aspirante a miembro de la Asociación Mexicana de Derecho Internacional, Capítulo Puebla. Hasta 2012 se desempeñó como jefa del departamento de la carrera de Derecho en la Universidad de las Américas, Puebla (UDLAP).
Actualmente, es Presidente de la Sociedad Internacional de Derecho Genómico y Bioética y se dedica a la asesoría gubernamental en la materia de su especialización.

## Obras
- El Legislador Penal y la Genética, Ed. Dereito
- Pequeño Manual de Genética para Abogados, Ed. Nueva Jurídica
- Bioética con Trazos Jurídicos,[5] Ed. Porrúa
- El Fenómeno Jurídico Genómico, Ángel Editor
- Bases de Datos Généticos e Identificación Humana, Ed. Ubi Jus (Con el aval del Instituto de Formación Profesional de la Procuraduría General de Justicia del Distrito Federal, México)

### Investigaciones
- Las bases de datos genéticos como herramienta para la conculcación de Derechos Humanos
- Clonación: Necesidad de regulación jurídica?
- Stem Cells y sus implicaciones jurídicas
- Bancos de Datos Genéticos Criminales